# Ferdinand Schmidt (Politiker, 1818)
Karl Friedrich Ferdinand Schmidt (* 26. Januar 1818 in Arolsen; † 20. Juli 1903 in Landau) war ein deutscher Förster und Politiker.
Schmidt war der Sohn des Revierförsters Georg Schmidt und dessen Ehefrau Friederike geborene Jungbluth (* 1798). Er heiratete am 26. Oktober 1853 in Blomberg Louise Heyne (1829–1899). 1846 trat Schmidt als Forstgehilfe in Mosterholz bei Baarsen in den Forstdienst ein. 1854 wurde er Revierförster in Bergheim, bevor er 1867 nach Freienhagen und 1869 nach Stormbruch versetzt wurde. 1873 wurde er Oberförster in Landau. 1888 trat er in den Ruhestand.
1851 bis 1852 war er Abgeordneter im Landtag des Fürstentums Waldeck-Pyrmont. Er wurde im XV. Wahlkreis gewählt.